# Кућа Марка Станојевића у селу Лесковац
Кућа Марка Станојевића у селу Лесковац, насељеном месту на територији општине Кнић, представља непокретно културно добро као споменик културе, одлуком Владе РС бр. 663-15245/2014 од 7. децембра 2014. године.
Кућа је подигнута, према породичном предању, крајем 19. века. Постављена је на ниском темељу од ломљеног камена у блатном малтеру. Зидови соба грађени су у бондручној конструкцији са испуном од чатме, а угаони део, где се налази „кућа” грађен је од тесаних храстови талпи спојених на „ћерт”. На југозападном делу куће се налази скраћен трем, ограђен са доње и горње стране унизаним шашовцима, са кога се улази у унутрашњост куће. Четвороводан кров покривен је ћерамидом над којим су два зидана димњака.
У основи је четвороделна грађевина која се састоји од „куће” и три собе. У „кући” се налази отворено огњиште, а од непокретног мобилијара има долап који је причвршћен за зид „куће”. Собни прозори, на којима се налазе хоризонталне дрвене пречке и двокрилни дрвени капци са украсним шаркама, су визуелно упечатљиви, а на „кући” се налази мали отвор на талпама са шубером.
Због своје развијене и специфичне просторне организације, занимљивог и аутентичног скраћеног трема, очуваног отвореног огњишта у „кући” и карактеристичних детаља, овај споменик културе сведочи о друштвеним вредностима и социјалном контексту времена у ком је настао, па тиме представља вредан пример народног градитељства. Због својих архитектонских, друштвено-културних и естетских вредности представља значајно остварење у народном градитељском наслеђу Србије с краја 19. века.